# Vantage (Washington)
Vantage es un lugar designado por el censo ubicado en el condado de Kittitas en el estado estadounidense de Washington. En el año 2000 tenía una población de 70 habitantes y una densidad poblacional de 84,8 personas por km².

## Geografía
Vantage se encuentra ubicado en las coordenadas 46°56′48″N 119°59′30″O / 46.94667, -119.99167. Es el lugar del parque estatal del Bosque Ginkgo Petrificado.

## Demografía
Según la Oficina del Censo en 2000 los ingresos medios por hogar en la localidad eran de $26.250, y los ingresos medios por familia eran $43.750. Los hombres tenían unos ingresos medios de $26.250. La renta per cápita para la localidad era de $17.605.